# Танго (фильм, 1933)
«Танго!» (исп. ¡Tango!) — художественный фильм, музыкальная мелодрама режиссёра Луиса Хосе Молья Барта. Первый звуковой фильм Аргентины с участием звёзд Титы Мерельо и Либертад Ламарке, 1933 год.

## Сюжет
Танцор танго отвергнут женщиной, которую любит. Она уезжает в Европу с богатым гангстером. Он следует за ней. В поисках он останавливается в Париже, где быстро завоёвывает славу популярного танцора. С триумфом возвратившись в Буэнос-Айрес, он вновь встречает свою любовь. Она искренне сожалеет о своём прежнем выборе.

## В ролях
- Тита Мерельо — Тита
- Либертад Ламарке — Елена
- Пепе Ариас — Пепе Бонито
- Альберто Гомес — Альберто
- Алисия Вигноли — Алиса
- Луис Сандрини — Берретин
- Азучена Маизани — камео
- Мерседес Симоне — камео